# Doanh nghiệp với Nhân viên
Doanh nghiệp với Nhân viên (viết tắt là B2E) là một trong những hình thức thương mại điện tử sử dụng mạng máy tính cho phép doanh nghiệp (công ty, tập đoàn, nhà máy) cung cấp sản phẩm và (hoặc) dịch vụ tới nhân viên trong doanh nghiệp (công ty, tập đoàn, nhà máy). Thông thường, các công ty sẽ dùng mạng B2E để tự động hóa quá trình này.
Các ví dụ về ứng dụng B2E bao gồm:
- Chính sách quản lý bảo hiểm trực tuyến
- Thông báo phổ biến doanh nghiệp
- Cung ứng các yêu cầu trực tuyến
- Báo cáo các lợi ích dành cho nhân viên